# Nu Cassiopeiae
Nu Cassiopeiae (25 Cassiopeiae) é uma estrela na direção da constelação de Cassiopeia. Possui uma ascensão reta de 00h 48m 49.99s e uma declinação de +50° 58′ 05.5″. Sua magnitude aparente é igual a 4.90. Considerando sua distância de 389 anos-luz em relação à Terra, sua magnitude absoluta é igual a −0.49. Pertence à classe espectral B9III.